# Покров (городской округ Солнечногорск)
Покров — деревня в Московской области России. Входит в городской округ Солнечногорск.
Расположена на возвышенности, в 4-х километрах к северо-востоку от села Льялово, на границе с городскими округами Химки и Дмитровским.

## Население
В 1852 году деревня относится к удельному ведомству, в ней — 5 дворов и 24 жителя.
В 1884 году в деревне — 6 дворов, 28 жителей.
В 20-е годы XX века деревня выросла до 16 дворов и 77 душ.
В 1966 году в ней было 9 хозяйств и 27 жителей (мужчин — 11, женщин — 16).
На январь 1998 года в Покрове постоянно проживало 4 человека в 3 хозяйствах. В летнее время в районе деревни
функционирует 87 садоводческих хозяйств и три садоводческих товарищества.
| 1852 | 1859 | 1890 | 1899 | 1926 | 1966 | 1998 |
| ---- | ---- | ---- | ---- | ---- | ---- | ---- |
| 24   | ↗31  | ↗43  | ↘24  | ↗77  | ↘27  | ↘4   |
| 2002 | 2010 |      |      |      |      |      |
| ↗7   | ↗11  |      |      |      |      |      |

## История
С 1994 до 2006 гг. деревня входила в Кировский сельский округ Солнечногорского района.
С 2005 до 2019 гг. деревня включалась в Лунёвское сельское поселение Солнечногорского муниципального района.
В июне 2018 года, когда проводились дорожные работы, на окраине деревни было найдено воинское захоронение. По предварительным сведениям, среди 400 останков могут быть захоронены не только солдаты, но и местные жители, которые в декабре 1941 года сожгли деревню, и массово отступали. Через год, 22 июня 2019 года найденные останки были захоронены в братскую могилу д. Льялово, расположенную возле церкви.
С 2019 года деревня входит в городской округ Солнечногорск.

## Железнодорожное сообщение
Платформа 128 км Окружной железной дороги

## Интересные особенности
- В деревне имеется два пруда(большой, малый). Так же на сравнительно небольшом расстоянии есть озёра Мышецкой озёрной группы.
- В деревне есть детская площадка.
- Некоторые старожилы утверждали, что в деревне была церковь Покрова Пресвятой Богородицы. Так же на сайте церкви в Льялово (http://www.lyalovo.ru/)  появилась статья «По старинной карте» (https://web.archive.org/web/20101208070344/http://www.lyalovo.ru/prixod/karta.htm) со словами в конце: «д. Покров. Когда-то, вероятно, стоял храм в честь Покрова, но уже со времени Смутного времени сведений о нём нет.»
- Также рядом с деревней проходил «Екатерининский тракт» (дорога из Москвы в Петербург). Местные жители сейчас её называют «Барской дорогой».